# Comuna Kukușkine, Rozdolne
Kukușkine (în ucraineană Кукушкіне) este o comună în raionul Rozdolne, Republica Autonomă Crimeea, Ucraina, formată din satele Kukușkine (reședința) și Vohni.

## Demografie
Componența lingvistică a comunei Kukușkine
     Rusă (64,52%)
     Ucraineană (30,55%)
     Tătară crimeeană (2,85%)
     Alte limbi (0,4%)
Conform recensământului din 2001, majoritatea populației comunei Kukușkine era vorbitoare de rusă (64,52%), existând în minoritate și vorbitori de ucraineană (30,55%) și tătară crimeeană (2,85%).